# الدوري الإنجليزي لكرة القدم 1895–96
الدوري الإنجليزي لكرة القدم 1895–96 (بالإنجليزية: 1895–96 Football League)‏ هو موسم من دوري كرة القدم الإنجليزي. فاز فيه أستون فيلا.